# Monika Merva
Monika Merva (nascida em 1969) é uma fotógrafa americana.
O seu trabalho encontra-se incluído na coleção do Museu de Belas Artes de Houston, no Museu de Arte de Worcester e no Museu do Brooklyn.